# Сборная Австрии по хоккею с шайбой

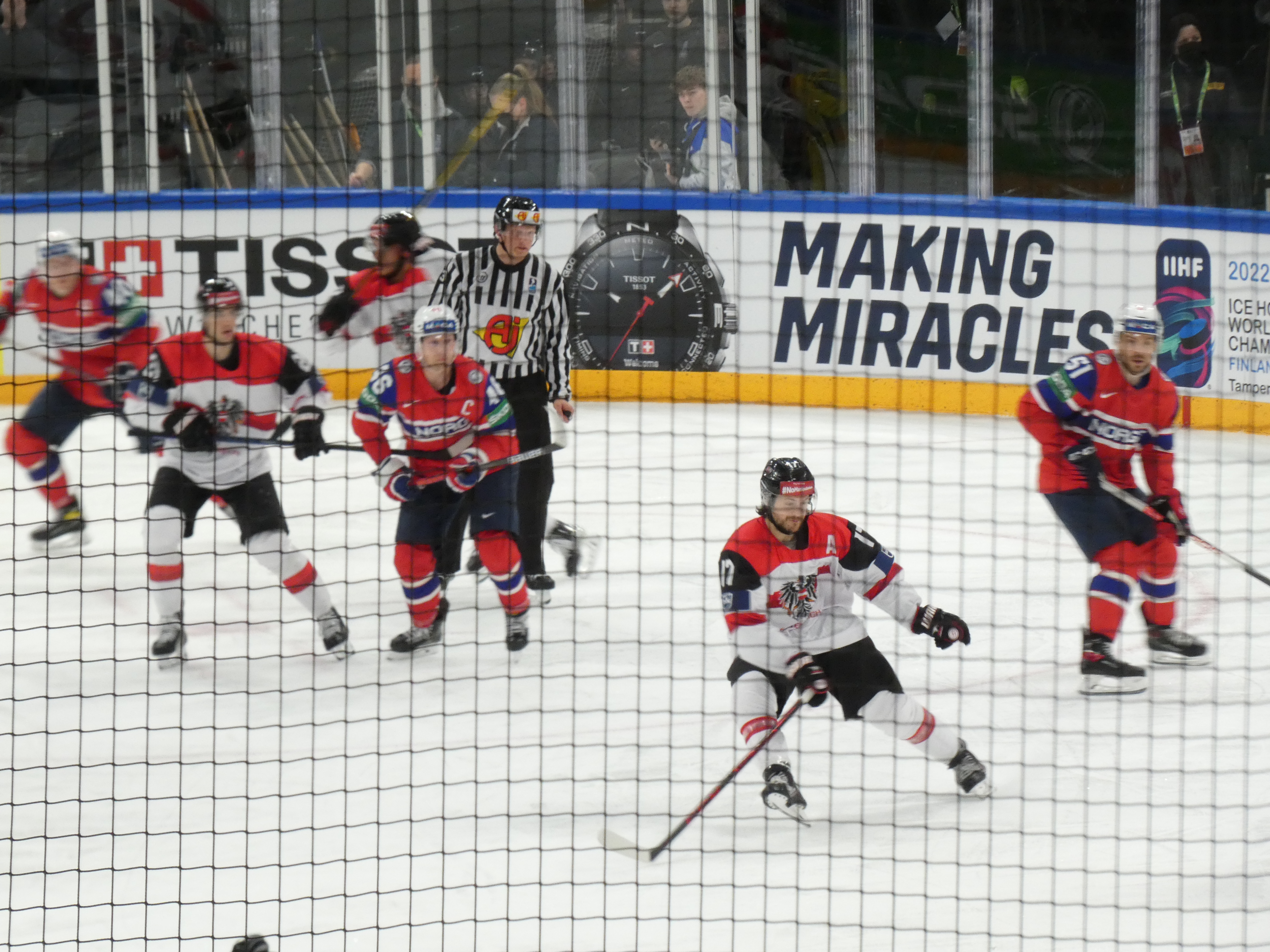
Сборная Норвегии против сборной Австрии на чемпионате мира 2022

Сборная Австрии по хоккею с шайбой — национальная хоккейная команда Австрии. На 2024 год команда Австрии находится на 13 месте в рейтинге ИИХФ. Австрия не завоевывала медалей на крупных турнирах с 1947 года, и не поднималась выше 10 места с 1994 по 2024 год.

## История
Федерация хоккея Австрии была основана в январе 1912 года и сразу же после создания подала заявку на вступление во Всемирную федерацию хоккея с шайбой ИИХФ
Из-за Первой мировой войны следующие международные матчи не проводились до 1920-х годов. Тем временем в Австрии произошел переход от хоккея с мячом, в который до этого играли, к канадскому хоккею с шайбой. Последовали успешные годы, когда они стали чемпионами Европы в 1927 году на родине и в 1931 году.
После Второй мировой войны, сборная Австрии продолжила успешно выступать на чемпионатах, кульминацией которых стала бронзовая медаль чемпионата мира 1947 года. После этого команда провалилась в низшую лигу и, таким образом, вылетела из группы А национальных сборных.
Только на чемпионате мира группы B 1992 года австрийцам удалось вернуться в высший дивизион. Начиная с домашнего чемпионата мира 2005 года, ежегодно следовало поочередное понижение, а затем возвращение в высший дивизион. Закрепится в высшем дивизионе "орлам" удалось только на чемпионате мира 2018 года, на чемпионате мира по хоккею среди мужчин 2019 года национальная команда вылетела в Дивизион 1А, заняв последнее место в высшем дивизионе.
28 февраля 2022 года IIHF приостановила членство России и Белоруссии в международной федерации и лишила права этих сборных на участие во всех международных турнирах, их места в высшем дивизионе заняли сборные Австрии и Франции.
На чемпионате мира по хоккею 2025 года сборная Австрии в последнем матче предварительного раунда обыграла сборную Латвии (6:1) и, набрав 10 очков в группе, впервые с 1994 года вышла в четвертьфинал Чемпионата мира. Это выступление на чемпионате мира стало самым успешным в XXI веке.

## Рекордсмены

### Наибольшее количество матчей за сборную
Больше всего матчей сыграли Герхард Унтерлуггауэр - 244, Мартин Ульрих - 228 и Дитер Кальт - 197 матчей. Рекордсменом среди вратарей является Клаус Далпиаз, сыгравший 146 матчей

### Наибольшее количество очков
Список рекордсменов очков возглавляет Рудольф Кёниг, набравший 183 очка в 158 играх, опередив Томаса Чижана (131/132) и Герберта Пека (128/127)

## Тренеры сборной
| Время       | Тренер            |
| ----------- | ----------------- |
| 1928        | Эдгар Дитрихштайн |
| 1930        | Блейк Уотсон      |
| 1931–1938   | Ханс Вайнбергер   |
| 1956        | Удо Хольфельд     |
| 1964        | Зденек Уйчик      |
| 1968        | Иржи Ханцль       |
| 1973–1977   | Юрий Баулин       |
| 1978–1980   | Вальтер Зненахлик |
| 1980–1986   | Рудольф Киллиас   |
| 1986–1991   | Лудек Букач       |
| 1991–1996   | Кен Тайлер        |
| 1996–2002   | Рон Кеннеди       |
| 2002–2005   | Херберт Пёк       |
| 2005–2007   | Джим Бони         |
| 2007–2009   | Ларс Бергстрём    |
| 2009–2011   | Билл Гиллиган     |
| 2011–2014   | Эмануэль Вивейрос |
| 2014–2016   | Дэн Ратушны       |
| 2016        | Алпо Сухонен      |
| с 2016 года | Рогер Бадер       |

## Достижения

### На чемпионатах мира
| - 1930 — 4-е место - 1931 — 3-е место - 1933 — 4-е место - 1934 — 7-е место - 1935 — 6-е место - 1937 — Не участвовала - 1938 — 10-е место - 1939 — Не участвовала - 1947 — 3-е место - 1949 — 6-е место - 1950 — Не участвовала - 1951 — 11-е место - 1953 — 11-е место - 1954 — 6-е место - 1955 — 11-е место - 1957 — 7-е место - 1958 — Не участвовала - 1959 — 15-е место - 1961 — 14-е место - 1962 — 10-е место - 1963 — 16-е место (выход из группы «C») - 1965 — 13-е место - 1966 — 13-е место - 1967 — 14-е место - 1969 — 13-е место - 1970 — 15-е место (выход из группы «C») | - 1971 — 13-е место - 1972 — 14-е место (выход из группы «C») - 1973 — 12-е место - 1974 — 14-е место - 1975 — 17-е место - 1976 — 17-е место (выход из группы «C») - 1977 — 17-е место - 1978 — 18-е место - 1979 — 15-е место - 1981 — 17-е место (выход из группы «C») - 1982 — 10-е место - 1983 — 11-е место - 1985 — 12-е место - 1986 — 14-е место - 1987 — 11-е место - 1989 — 14-е место - 1990 — 11-е место - 1991 — 13-е место - 1992 — 13-е место (выход из группы «B») - 1993 — 11-е место - 1994 — 8-е место - 1995 — 11-е место - 1996 — 12-е место - 1997 — 16-е место - 1998 — 15-е место - 1999 — 10-е место | - 2000 — 13-е место - 2001 — 11-е место - 2002 — 12-е место - 2003 — 10-е место - 2004 — 11-е место - 2005 — 16-е место (вылет в I дивизион) - 2006 — 18-е место (выход в топ-дивизион) - 2007— 15-е место (вылет в I дивизион) - 2008 — 17-е место (выход в топ-дивизион) - 2009 — 14-е место (вылет в I дивизион) - 2010 — 17-е место (выход в топ-дивизион) - 2011— 15-е место (вылет в I дивизион) - 2012 — 18-е место (выход в топ-дивизион) - 2013 — 15-е место (вылет в 1 дивизион) - 2014 — 18-е место (выход в топ-дивизион) - 2015 — 15-е место (вылет в 1 дивизион) - 2016 — 20-е место (4-е в 1 дивизионе, группе А) - 2017 — 17-е место (1 в 1 дивизионе, группа A; выход в топ-дивизион) - 2018 — 14-е место - 2019 — 16-е место (вылет в 1 дивизион) - 2020 — отменен из-за пандемии коронавируса - 2021 — отменен из-за пандемии коронавируса - 2022 — 11-е место - 2023 — 14-е место - 2024 – 10-е место - 2025 – 8-е место |

### На чемпионатах Европы
- 1910—1911 — Не участвовала
- 1912 — 3-е место
- 1913 — 4-е место
- 1914—1924 — Не участвовала
- 1925 — 2-е место
- 1926 — 3-е место
- 1927 — Чемпион
- 1929 — 3-е место
- 1932 — 2-е место

### На Олимпиаде
| - 1920 — Не участвовала - 1924 — Не участвовала - 1928 — 5-е место - 1932 — Не участвовала - 1936 — 7-е место - 1948 — 8-е место - 1952 — Не участвовала - 1956 — 10-е место - 1960 — Не участвовала - 1964 — 13-е место - 1968 — 13-е место - 1972 — Не участвовала | - 1976 — 8-е место - 1980 — Не участвовала - 1984 — 10-е место - 1988 — 9-е место - 1992 — Не участвовала - 1994 — 12-е место - 1988 — 14-е место - 2002 — 12-е место - 2006 — Не квалифицировалась - 2010 — Не квалифицировалась - 2014 — 10-е место - 2018 — Не квалифицировалась - 2022 — Не квалифицировалась |

## Текущий состав
Состав сборной Австрии на Чемпионате мира 2025:
| Номер | Имя                  | Позиция    | Рост, см | Вес, кг | Дата рождения | Клуб                     |
| ----- | -------------------- | ---------- | -------- | ------- | ------------- | ------------------------ |
| 3     | Петер Шнайдер        | Нападающий | 183      | 91      | 04.04.1991    | Ред Булл Зальцбург       |
| 4     | Рамон Шнетцер        | Защитник   | 178      | 83      | 12.08.1996    | Форарльберг Пионерз      |
| 5     | Томас Раффль (К)     | Нападающий | 194      | 104     | 19.06.1986    | Ред Булл Зальцбург       |
| 6     | Луис Линднер         | Защитник   | 180      | 70      | 16.05.2001    | Университет Нью-Гэмпшира |
| 7     | Брайан Леблер        | Нападающий | 191      | 96      | 16.07.1988    | Блэк Уингз Линц          |
| 12    | Давид Майер          | Защитник   | 187      | 85      | 12.01.2000    | Клагенфурт               |
| 16    | Доминик Цвергер      | Нападающий | 183      | 93      | 16.07.1996    | Амбри-Пиотта             |
| 18    | Пауль Штапельфельдт  | Защитник   | 197      | 100     | 20.09.1998    | Ред Булл Зальцбург       |
| 19    | Винценц Рорер        | Нападающий | 180      | 76      | 09.09.2004    | Цюрих Лайонс             |
| 21    | Лукас Хаудум         | Нападающий | 183      | 84      | 21.05.1997    | Грац Найнти Найнерс      |
| 24    | Беньямин Баумгартнер | Нападающий | 178      | 78      | 22.04.2000    | Берн                     |
| 25    | Патрик Зёллингер     | Защитник   | 186      | 93      | 05.08.2004    | Блэк Уингз Линц          |
| 27    | Лукас Кайнц          | Нападающий | 184      | 87      | 02.09.1995    | Грац Найнти Найнерс      |
| 29    | Оливер Ахерман       | Нападающий | 195      | 93      | 16.01.1994    | Ла-Шо-де-Фон             |
| 30    | Давид Киккерт        | Вратарь    | 188      | 81      | 16.03.1994    | Ред Булл Зальцбург       |
| 32    | Бернд Вольф (А)      | Защитник   | 178      | 84      | 23.02.1997    | Клотен                   |
| 33    | Флориан Форауэр      | Вратарь    | 187      | 79      | 09.12.1999    | Клагенфурт               |
| 35    | Атте Тольванен       | Вратарь    | 182      | 84      | 23.11.1994    | Ред Булл Зальцбург       |
| 45    | Грегор Бибер         | Защитник   | 190      | 89      | 09.08.2006    | Рёгле                    |
| 48    | Лукас Талер          | Нападающий | 180      | 76      | 21.02.2002    | Ред Булл Зальцбург       |
| 52    | Пауль Хубер          | Нападающий | 193      | 101     | 10.06.2000    | Грац Найнти Найнерс      |
| 74    | Нико Фельднер        | Нападающий | 188      | 91      | 11.10.1998    | Блэк Уингз Линц          |
| 78    | Тимо Никль           | Защитник   | 188      | 80      | 04.12.2001    | Клагенфурт               |
| 80    | Николаус Краус       | Нападающий | 182      | 81      | 21.11.1996    | Ред Булл Зальцбург       |
| 91    | Доминик Хайнрих (А)  | Защитник   | 175      | 76      | 31.07.1990    | Вена Кэпиталз            |
| 92    | Клеменс Унтервегер   | Защитник   | 183      | 85      | 01.04.1992    | Клагенфурт               |
| 96    | Марко Каспер         | Нападающий | 186      | 92      | 08.04.2004    | Детройт Ред Уингз        |

| Должность         | Имя              | Гражданство | Дата рождения |
| ----------------- | ---------------- | ----------- | ------------- |
| Главный тренер    | Рогер Бадер      | Швейцария   | 29.09.1964    |
| Ассистент тренера | Кристоф Бранднер | Австрия     | 05.07.1975    |
| Ассистент тренера | Кирк Фьюри       | Канада      | 28.01.1975    |
| Тренер вратарей   | Райнхард Дивис   | Австрия     | 04.07.1975    |

## Форма

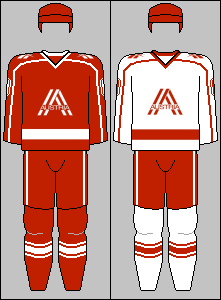
ОИ-1994
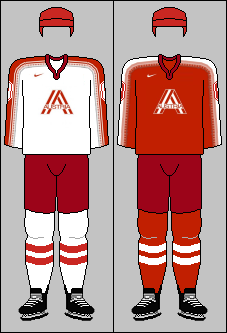
Форма ИИХФ 1998–2004 годов
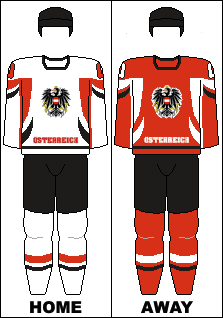
Бывшая форма ИИХФ
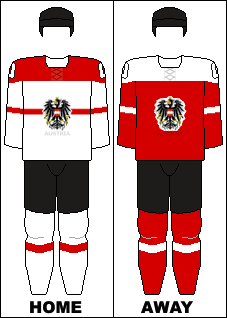
ОИ-2014
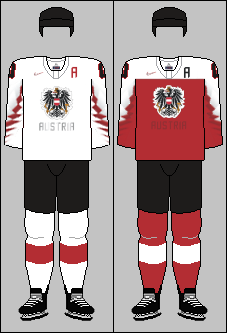
Форма ИИХФ 2018–2021
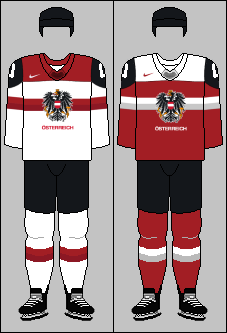
Форма ИИХФ 2022–